# Bis Repetita
Pour plus de détails, voir Fiche technique et Distribution.
Bis Repetita est une comédie franco-italienne réalisée par Émilie Noblet et sortie en 2024,.

## Synopsis
Delphine est professeure de latin dans un lycée public d'Angers. Elle a en charge une section de classe d'une demi-douzaine d'élèves auxquels elle a renoncé à enseigner. Elle leur accorde pourtant de très bonnes notes (19/20) et a donc acquis une excellente réputation pédagogique. Pour cette raison, sa classe est sélectionnée à un concours académique international à Naples. Elle est contrainte par sa proviseure de se rendre à cette compétition pour des raisons administratives en compagnie d'un doctorant en lettres classiques qui se trouve être le neveu de la proviseure.

## Fiche technique
Sauf indication contraire, les informations mentionnées dans cette section peuvent être confirmées par les bases de données cinématographiques IMDb et Allociné,  présentes dans la section « Liens externes ».
- Titre original : Bis Repetita
- Réalisation : Émilie Noblet
- Scénario : Émilie Noblet et Clémence Dargent
- Musique : Julie Roué et Maudits Mongols (reprise de "Pour que tu m'aimes encore" de Céline Dion)
- Direction artistique : Alessandro Marangolo
- Décors : Quentin Millot
- Costumes : Matthieu Camblor et Marion Moulès
- Photographie : Lucie Baudinaud
- Son : Niels Barletta, Pablo Chazel Anne Dupouy Nina Maïni et Cécile Février
- Montage : Clémence Carré
- Production : Pascal Caucheteux, Bastien Daret, Arthur Goisset, Mélissa Malinbaum et Robin Robles
  - Coproduction : Riccardo Russo
- Sociétés de production : Why Not Productions et Topshot Films, en coproduction avec Bim Produzione et France 3 Cinéma
- Société de distribution : Le Pacte
- Budget : 3,29 M€
- Pays de production :  France et  Italie
- Langue originale : français
- Format : couleur - 2,35:1
- Genre : comédie
- Durée : 86 minutes
- Dates de sortie :
  - France : 16 janvier 2024 (Festival de L'Alpe d'Huez) ; 20 mars 2024 (sortie nationale)

## Distribution
Sauf indication contraire, les informations mentionnées dans cette section peuvent être confirmées par les bases de données cinématographiques IMDb et Allociné,  présentes dans la section « Liens externes ».
- Louise Bourgoin : Delphine Fiat
- Xavier Lacaille : Rodolphe Cagnat
- Noémie Lvovsky : Christine, la proviseure et tante de Rodolphe
- Francesco Montanari : Vittorio Mazzola
- Rosie Boccardi : Stéphanie
- Elias Donada : Alban
- Gabrielle Garcia : Iloña
- Stylane Lecaille : Gabin
- Issa Perica : Isma

## Accueil

### Accueil critique
L'Obs donne deux étoiles sur cinq, soulignant que « le premier film d'Émilie Noblet tourne court » avec « faux rythme et répétitions ».

### Distinctions
- Festival international du film de comédie de l'Alpe d'Huez 2024 : Prix coup de cœur du jury[5].